# کیندر مورگان
کیندر مورگان (انگلیسی: Kinder Morgan) شرکت نفت آمریکایی است، که در سال ۱۹۹۷ تأسیس شد.